# 井上正 (銀行家)
井上 正（いのうえ ただし、1946年1月2日 - 2014年11月3日 ）は、日本の経営者。三重銀行頭取を務めた。

## 来歴・人物
京都府出身。1968年に京都大学経済学部経済学科を卒業し、同年に住友銀行に入行した。1995年6月に取締役に就任し、1998年11月に常務、2001年1月に専務を経て、2003年6月に三重銀行頭取に就任。2009年4月には会長に就任。
2014年11月3日に肺炎のために死去。68歳没。